# Rede de longa distância sem fio
Rede de longa distância sem fio (em inglês: Wireless Wide Area Network, sigla WWAN) é uma tecnologia que as operadoras de celulares utilizam para criar a sua rede de transmissão (CDMA, GSM, etc). Com o advento das comunicações sem fio (wireless), surgiram diversos meios de transmitir dados sem se estar conectado por um cabo.
Dado que os sistemas de comunicações via radiofrequência não proveem um trajeto de conexão fisicamente seguro, as WWANs tipicamente incorporam métodos de criptografia e autenticação para torná-las mais seguras. Algumas das primeiras técnicas de criptografia GSM eram falhas, e experts em segurança da informação alertaram que a comunicação via telefones celulares, incluindo WWAN, não é segura mais. A criptografia 3G UMTS foi desenvolvida posteriormente, visando sanar estas falhas.